# 旗星金融
旗星金融公司（英語：Flagstar Financial, Inc.）是一家美國银行控股公司，总部位于纽约州希克斯维尔，旗下拥有旗星银行。截至2023年，在纽约、密歇根、新泽西、俄亥俄、佛罗里达、亚利桑那和威斯康星州設有395家分行。 

## 历史
1859年4月14日，皇后郡储蓄银行（Queens County Savings Bank）在法拉盛成立，并于2000年12月15日更名为紐約社區銀行（New York Community Bank）。
1993年，该公司通过首次公开募股成为一家上市公司。 
2022年12月，纽约社区银行收购旗星银行。
2023年3月19日，纽约社区银行收购清盘的签名银行，把签名银行的40家分行改为旗星银行品牌。
2024年2月21日，纽约社区银行把旗下所有银行品牌并入旗星银行。
2024年10月，纽约社区银行公司更名为旗星金融公司。